# Stefanie Vogelsang

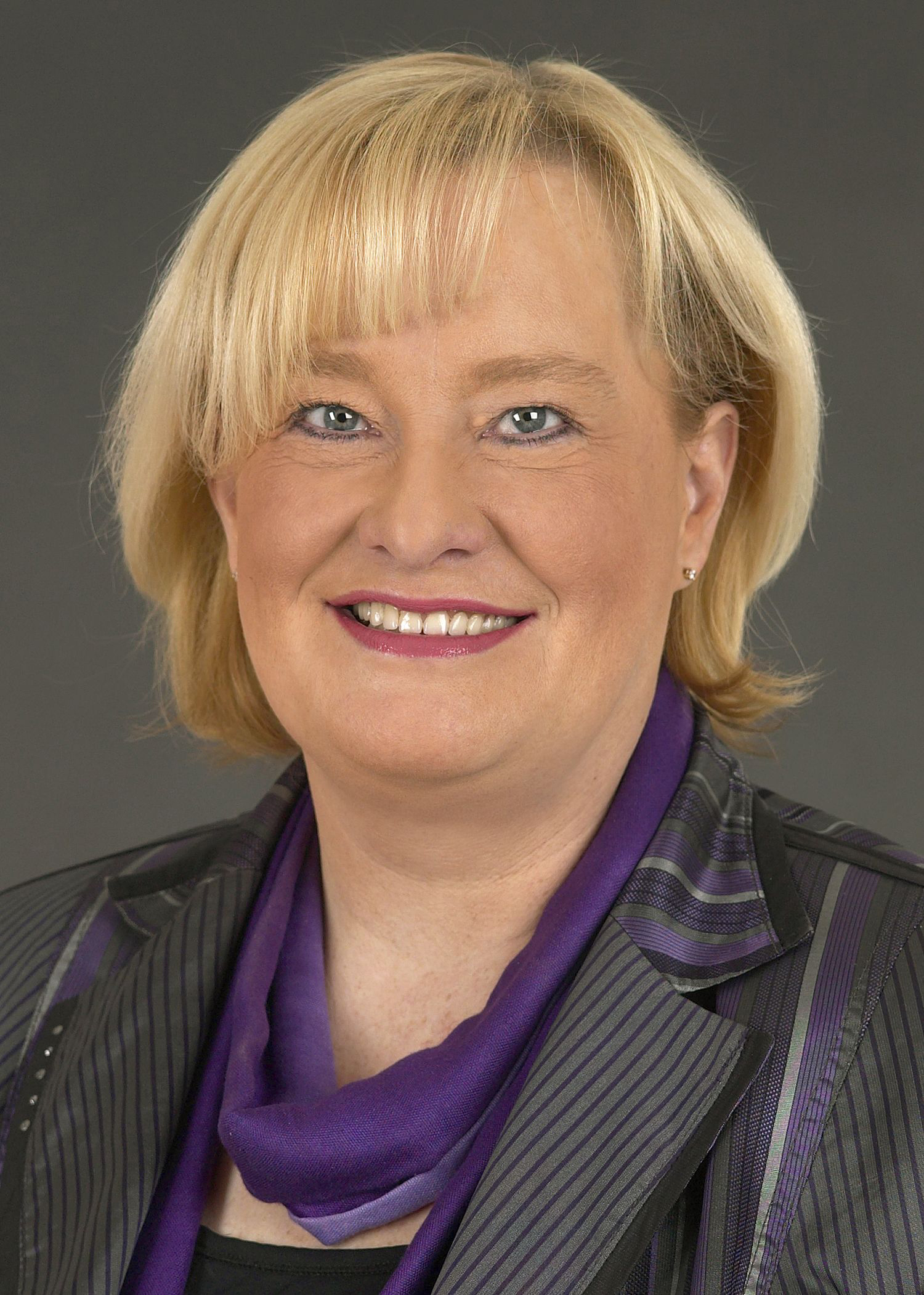
Stephanie Vogelsang (2010)

Stefanie Vogelsang (* 25. April 1966 in Bielefeld) ist eine deutsche Politikerin (CDU) und ehemalige Bundestagsabgeordnete (bis 2013). Sie war stellvertretende Bezirksbürgermeisterin von Berlin-Neukölln, Stadträtin, stellvertretende Vorsitzende des Landesverbandes der CDU Berlin und Kreisvorsitzende der CDU Neukölln. Sie ist verheiratet, hat zwei Kinder und wohnt in Neukölln.

## Leben und Studium
Vogelsang wuchs in Bielefeld auf und begann in Münster und Bonn ein Studium der Politikwissenschaft und Volkswirtschaft, schloss dieses jedoch nicht ab.

## Partei
1989 trat sie in die CDU ein. Sie war für mehrere Abgeordnete des Deutschen Bundestages in Bonn tätig und wurde 1990 Referentin beim Deutschen Bundestag. Sie war Ortsvorsitzende der CDU Gropiusstadt und von 2005 bis 2009 Kreisvorsitzende der CDU Neukölln. Den Kreisvorsitz verlor Vogelsang, als sie überraschend nicht mehr vom Kreisparteitag wiedergewählt wurde. Nachfolger wurde ihr Bezirksamtskollege Michael Büge.

## Bezirksamt Berlin-Neukölln
Von 1995 bis 1999 war Stefanie Vogelsang Bezirksstadträtin für Gesundheit und Soziales im Bezirksamt Neukölln. 1999 wurde sie nicht wieder aufgestellt.
Vom 1. Dezember 2001 bis 9. Juni 2009 war sie Stellvertretende Bezirksbürgermeisterin von Neukölln.
Vom 1. Dezember 2001 bis 26. Oktober 2006 war sie Bezirksstadträtin für die Abteilung Bauwesen, vom 27. Oktober 2006 bis 9. Juni 2009 war sie Bezirksstadträtin für die Abteilung Bürgerdienste und Gesundheit von Neukölln. Ein Abwahlantrag von SPD, Grüne, PDS, FDP und Grauen im Jahr 2008 scheiterte nur knapp. Ihre Amtszeit endete letztlich mit der Abwahl am 9. Juni 2009. Der bisherige CDU-Fraktionsvorsitzende Falko Liecke übernahm daraufhin ihr Amt als Stadtrat.

## Bundestag
Im Vorfeld des Bundestagswahlkampfes kam es zu heftigen parteiinternen Turbulenzen um Vogelsangs Kandidatur. So wurden ihr, nachdem sie an der Spitze der Kreispartei abgelöst worden war, Fehler mit Parteifinanzen vorgeworfen, was in einem erneuten Parteitag gipfelte, der sie zum Verzicht auf ihre Kandidatur aufforderte.
Nachdem Vogelsang an ihrer Kandidatur festgehalten hatte, wurde sie bei der Bundestagswahl 2009 als Direktkandidatin im Wahlkreis Neukölln mit 30 % der Stimmen in den Bundestag gewählt. Im Bundestag gehört sie dem Unterausschuss zu Fragen der Europäischen Union, dem Petitionsausschuss und dem Ausschuss für Gesundheit als ordentliches, dem Hauptausschuss als stellvertretendes Mitglied an. Die erste Rede im Deutschen Bundestag hielt Vogelsang am 17. Dezember 2009.
Sie ist Mitglied der Europa-Union Parlamentariergruppe Deutscher Bundestag.
Zur Bundestagswahl 2013 wurde sie im Neuköllner Wahlkreis nicht erneut aufgestellt. Der Versuch, sich die Direktkandidatur im Wahlkreis Friedrichshain-Kreuzberg-Prenzlauer Berg-Ost (Wahlkreis 83) zu sichern, scheiterte: Bei der entscheidenden Sitzung erhielt sie nur 3 von 23 abgegebenen Stimmen.

## Positionen
Vogelsang forderte mehrfach die Kürzung von Sozialleistungen für Eltern, deren Kinder häufig die Schule schwänzten. Vogelsang sah in einem Brief an Arbeitsministerin von der Leyen (CDU) Kürzungen von bis zu 30 % vor. Zuvor hatte sie bereits im Bundestagswahlkampf mit einer Kürzung oder Streichung des Kindergeldes für die Eltern von Schulschwänzern geworben.
In ihrer Amtszeit als Baustadträtin verhinderte sie mit dem Baurecht den Bau einer Moschee in Neukölln. Sie befürchtete zweifelhafte Hintermänner hinter dem Projekt.
In der B.Z. prangerte Vogelsang in ihrer Zeit als Stadträtin an, dass es in Neukölln No-go-Areas gebe. Hier geriet sie in eine Auseinandersetzung mit Bezirksbürgermeister Heinz Buschkowsky (SPD).